# Premier Guitar
Premier Guitar es una revista mensual con sede en Estados Unidos. Es considerada una de las mejores revistas de guitarra de Estados Unidos y Europa así como también la más vendida.
Premier Guitar suele incluir tablaturas para rock, acústico, punk, blues, metal clásico, así como perfiles detallados de los guitarristas, sus técnicas específicas y estilos para tocar. Premier Guitar está dirigido a quienes quieren aprender a tocar la guitarra, con tutoriales para principiantes para guitarra acústica y eléctrica, así como para aquellos que ya tienen algo de experiencia y desean aprender nuevas técnicas y canciones.
Esta revista está centrada principalmente en la enseñanza, pero también tiene secciones en las que, por ejemplo, diferentes expertos que analizan los últimos equipos de guitarra incluyendo guitarras, amplificadores, pedales y accesorios. Premier Guitar también incluye muchas entrevistas exclusivas con guitarristas de todo tipo de géneros y niveles.
Para aprender a tocar con Premier Guitar podemos ir de canciones de nivel principiante hasta nivel intermedio. La revista también incluye un CD libre en el que cada tema que contiene pistas de acompañamiento y demostraciones. También suele contar lecciones en video de diferentes clientes y guitarristas. Premier Guitar es una de las revistas inglesas y europeas con mayor cantidad de tablaturas en su interior.
Premier Guitar ha contado con la participación de diversos conocidos músicos como Pete Townshend de The Who, Ron Wood de Rolling Stones, Joe Perry de Aerosmith, Guthrie Govan, Brent Hinds y Bill Kelliher de Mastodon, Dave Mustaine y Chris Broderick de Megadeth y luthier Yuri Landman.
- Datos: Q7240298